# Jüdischer Friedhof (Geismar)

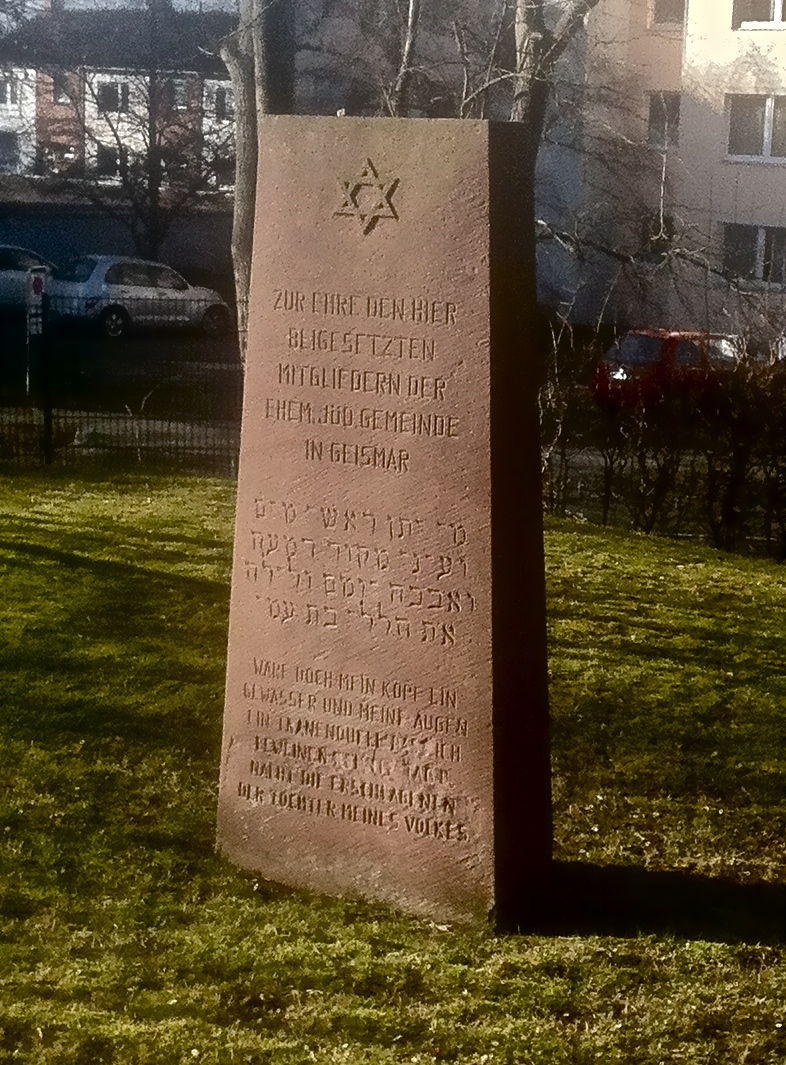
Gedenkstein auf dem jüdischen Friedhof Göttingen-Geismar

Der Jüdische Friedhof Geismar befindet sich im Stadtteil Geismar der niedersächsischen Universitätsstadt Göttingen.
Der früheste Beleg für die Existenz des Friedhofs an dieser Stelle datiert auf das Jahr 1744. Es handelt sich um zwei Karten des Hochadeligen Hardenberg’schen Gerichts Geismar, die vom Landvermesser und Gutsverwalter Jobst Böse angefertigt wurden. Sie zeigen das etwa 430 m² große Areal, das seinerzeit am Ortsrand von Geismar lag. In der Mitte des 19. Jahrhunderts wurde es durch eine Mauer eingefasst. Die letzte Bestattung fand 1883 statt. In der Zeit des Nationalsozialismus wurde der Friedhof enteignet und 1944 vom Finanzamt Göttingen der Gemeinde zum Kauf angeboten. Diese hatte Interesse, aber der Handel kam nicht mehr zum Abschluss. Nach dem Zweiten Weltkrieg sah sich die Gemeinde Geismar trotzdem als Eigentümer des Friedhofs, konnte sich damit aber nicht durchsetzen. Anfang der 1960er Jahre kam es zu einem Vertrag zwischen dem Landesverband der Jüdischen Gemeinden von Niedersachsen e.V. und Geismar. Daraufhin wurde das Gelände parkartig umgestaltet und ein Gedenkstein errichtet. Der Ortsrat Geismar ließ 1996 vor dem Friedhof einen weiteren Gedenkstein aufstellen, um an die Zerstörung des Friedhofs zu erinnern. Im Jahr 2017 kam noch eine erklärende Tafel hinzu. Das frühere Aussehen des Jüdischen Friedhofs Geismar ist nicht bekannt. Auch konnten seine Zerstörung in der NS-Zeit und der Verbleib der Grabsteine nicht sicher geklärt werden. Seit 1998 steht er unter Denkmalschutz.